# Антонов, Сергей Евгеньевич
Серге́й Евге́ньевич Анто́нов (род. 20 ноября 1969, Москва) — советский и российский художник-мультипликатор, режиссёр-мультипликатор, продюсер и сценарист.

## Биография
Родился 20 ноября 1969 года в Москве.
В 1989 году окончил Московский архитектурно-строительный техникум.
Работал в Государственном строительном проектном институте в качестве техника-архитектора.
В 1990 году окончил обучение на курсах художников-мультипликаторов при киностудии «Союзтелефильм» творческого объединения «Экран».
В 1990—1993 годах работал на мультипилкационных студиях «Телескоп» (ТО «Экран»), «Катюша-фильм», «Пилот».
В 1994 году устроился работать на киностудию «Союзмультфильм», сначала работал в качестве аниматора, затем стал режиссёром.
С 2005 года является генеральным директором киностудии «Легион».
Принимал участие в создании ряда телевизионных заставок, рекламных роликов, видеоклипов.
В 2004 и 2005 годах в качестве аниматора спецэффектов принимал участие в работе над игровыми фильмами «Ночной дозор» и «Дневной дозор».

## Фильмография

### Координатор
- 2004 — Незнайка и Баррабасс[источник не указан 312 дней]

### Режиссёр
- 1994 — Волшебная палочка
- 1996 — Королевская игра
- 2001 — Хок кей
- 2005 — Морской бой
- 2007 — Новые приключения Мюнгхаузена
- 2009 — Библейские притчи
- 2009 — Про Красную шапочку, Волка и барона Мюнгхаузена. Новые, никому не известные, приключения барона Мюнгхаузена
- 2011 — Александра[2]
- 2010—наст. время — Белка и Стрелка. Озорная семейка[источник не указан 312 дней]
- 2014 — КиноДетство. Про меня[источник не указан 312 дней]
- 2014—наст. время — Буба[источник не указан 312 дней]
- 2015 — Приключения Петрушки и его друзей[источник не указан 312 дней]
- 2015 — Необыкновенное путешествие Серафимы[3]
- 2020 — н. в. — Маша и Медведь[источник не указан 312 дней]

### Аниматор
- 1991 — Чемодан
- 1991 — Николай Угодник и охотники
- 1992 — Куплю привидение
- 1992 — Провинциальная школа
- 1993 — Происхождение видов
- 1995 — Кто первый? («Весёлая карусель» № 27)
- 1996 — Королевская игра

### Художник-сторибордист[источникне указан 312 дней]
- 2013 — Белка и Стрелка. Лунные приключения[источник не указан 312 дней]
- 2020 — Белка и Стрелка. Карибская тайна[источник не указан 312 дней]

### Художник-постановщик
- 1994 — Волшебная палочка
- 2007 — Новые приключения Мюнгхаузена
- 2009 — Про Красную шапочку, Волка и барона Мюнгхаузена. Новые, никому не известные, приключения барона Мюнгхаузена
- 2011 — Весна в Простоквашино[источник не указан 312 дней]
- 2015 — Самые правдивые истории[источник не указан 312 дней]

### Сценарист
- 2001 — Хок кей
- 2005 — Морской бой

### Художник
- 2001 — Хок кей
- 2005 — Морской бой

### Продюсер
- 2006 — Сколько полагается
- 2007 — Зелёная карета

## Награды и номинации
- 10 июля 2010 года мультфильму «Библейские притчи» режиссёра Антонова было присуждено второе место среди анимационных фильмов на проходившем в «Орлёнке» XIV Фестивале визуальных искусств[4].
- 28 декабря 2015 года мультфильм режиссёра Антонова «Необыкновенное путешествие Серафимы» вошёл в шорт-лист (в котором из 29 фильмов лонг-листа остались 3 фильма) номинации «Лучший анимационный фильм» кинопремии «Золотой орёл»[3].